# Grădinari (Giurgiu)
Grădinari é uma comuna romena localizada no distrito de Giurgiu, na região de Muntênia. A comuna possui uma área de 17.70 km² e sua população era de 3233 habitantes segundo o censo de 2007.